# Fingertips ’93
A Fingertips '93 a svéd Roxette 1993. január 26-án megjelent 4. kimásolt kislemeze a Tourism című stúdióalbumról. A kislemez csak néhány országban jelent meg, úgy mint Belgium, Németország, Hollandia, Svédország és Spanyolország. A dal mérsékelt siker volt, majd akkor terjedt el szélesebb körben, amikor 4 hónappal később - 1993 májusában -  a dal megjelent az Almost Unreal című dallal együtt egy kislemezen. 

## Videoklip
A dalhoz tartozó videoklipet Jonas Åkerlund rendezte, aki a duó számára összesen 12 videót készített. 

## Megjelenések
Minden dalt  Per Gessle írt, kivéve a "Hotblooded" címűt, melyet Marie Fredriksson és Gessle közösen írtak.
- 7" & MC Single  Európai Unió 8650237

1. "Fingertips '93" – 3:42
2. "Dressed for Success" (Live from the Sydney Entertainment Centre on 13 December 1991) – 4:49

- CD Single  Ausztrália Europe 8650222

1. "Fingertips '93" – 3:42
2. "Dressed for Success" (Live from Sydney) – 4:49
3. "Hotblooded" (Live from Sydney) – 3:55
4. "The Voice" – 4:27

## Slágerlista
| Slágerlista (1993)                   | Legjobb helyezés |
| ------------------------------------ | ---------------- |
| Belgium (Ultratop 50 Flanders)       | 29               |
| Németország (Media Control Charts)   | 45               |
| Netherlands Tipparade (Dutch Top 40) | 2                |
| Hollandia (Single Top 100)           | 32               |
| Svédország (Sverigetopplistan)       | 39               |
| Spain (AFYVE)                        | 30               |